# .ws
‎.ws‏ دامنه اینترنتی اختصاص داده شده به ساموآ است.
این پسوند اینترنتی که در واقع مخفف «ساموآی غربی» است، اکثراً به عنوان مخفف «Web Site» عرضه می‌گردد و بسیاری از وب‌سایت‌های با این پسوند، هیچ‌گونه ارتباطی با ساموآ ندارند.